# بيلي ستيوارت
بيلي ستيوارت (بالإنجليزية: Billy Stewart) (1 يناير 1965 بليفربول في المملكة المتحدة - ) هو لاعب كرة قدم بريطاني في مركز حراسة المرمى. لعب مع نادي برشلونة ونادي تشيسترفيلد ونادي ريل ونادي ساوثبورت ونادي ليفربول ونادي نورثامبتون تاون وويغان أتلتيك ونادي تشستر سيتي ونادي هدنسفورد تاون ونادي مارين ‏ وBamber Bridge F.C. ‏.

## وصلات خارجية
- بيلي ستيوارت على موقع قاعدة بيانات كرة القدم.إي يو (الإنجليزية)
- بيلي ستيوارت على موقع Soccerbase.com (لاعب) (الإنجليزية)